# Leonid Hlibov
Leonid Ivanovych Hlibov (en ukrainien : Леонід Іванович Глібов, né le 5 mars 1827 et mort le 10 novembre 1893 à Tchernihiv, est un poète-écrivain, journaliste et professeur ukrainien.

## Biographie
Leonid Hlibov naît dans le village de Veselyi Podil, près de Khorol, dans le gouvernement de Poltava en 1827. À partir de 1840, il étudie au gymnasium de Poltava, où il commence à composer des poèmes. Il publiera son premier recueil en 1847. Il sort diplômé du lycée de Nijyn en 1855. En 1858, il commence à enseigner l'histoire et la géographie dans les gymnasiums de Tchornyï Ostriv puis de Tchernihiv. Il s'investit dans la hromada de Tchernihiv, publie des livres éducatifs et contribue au journal ukrainien de Saint-Pétersbourg, Osnova.
En 1861, il crée et devient rédacteur de l'hebdomadaire Chernigovskii listok, partiellement en ukrainien, dans lequel il publie notamment certaines de ses œuvres. En 1863, les autorités russes ferment le journal et interdisent les textes de Hlibov. Il est renvoyé de son poste de professeur, et doit ensuite vivre sous surveillance policière. De 1867 à sa mort en 1893, il est le directeur de la maison d'édition du zemstvo de Tchernihiv.

## Œuvres
Hlibov est l'auteur de plus d'une quarantaine de poèmes lyriques romantiques en ukrainien. Son poème Zhurba (Tristesse) sera repris par le compositeur Mykola Lyssenko et deviendra une chanson ukrainienne populaire.
Parmi ses œuvres notables, se trouvent 107 fables, écrites en langue vernaculaire. Elles sont une satire des conditions de vie de l'époque et utilisent les thèmes traditionnels ukrainiens. Hlibov a également composé de nombreuses charades pour enfants.

## Commémoration

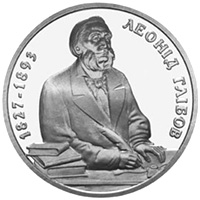
Pièce commémorative de Leonid Hlibov (2002).

En 2002, un timbre à l’effigie de Leonid Hlibov est sorti par la poste ukrainienne, pour le 175e anniversaire de la naissance de l'auteur, ainsi qu'une pièce de monnaie commémorative de 2 hryvnias.

## Source
- (en) Cet article est partiellement ou en totalité issu de l’article de Wikipédia en anglais intitulé « Leonid Hlibov » (voir la liste des auteurs).